# Flixborough
Flixborough est un village situé dans le North Lincolnshire au nord de Scunthorpe en Angleterre. Sa population est de 1 386 habitants.

## Catastrophe de Flixborough
Flixborough a été le siège d'une catastrophe industrielle le 1er juin 1974. Une usine chimique de la compagnie américaine Nypro, a été entièrement détruite par une explosion de gaz ; le bilan est de 28 morts mais il aurait pu être bien plus grave, l'explosion ayant eu lieu durant le week-end. On a décelé des impacts jusqu'à 3 km aux alentours.
Le rapport d'enquête est accablant : le processus de production avait été changé et la capacité de l'usine avait triplé sans que les systèmes de sécurité ne soient revus. Il n'y avait pas d'ingénieur d'entretien depuis six mois et les capacités de stockage étaient 43 fois supérieures à celles autorisées. Des fuites récentes avaient été réparées rapidement et personne ne prêta attention aux dysfonctionnements qui s'étaient produits durant les quatre jours précédant la catastrophe,.
Un mémorial a été dressé en hommage aux victimes.